# Ceramica Panaria/2007
Deze pagina geeft een overzicht van de Ceramica Panaria-wielerploeg in 2007.
| Naam                      | Geboortedatum | Nationaliteit | Ploeg 2006                        |
| ------------------------- | ------------- | ------------- | --------------------------------- |
| Moisés Aldape Chávez      | 14-08-1981    | Mexico        |                                   |
| Fortunato Baliani         | 06-07-1974    | Italië        |                                   |
| Guillermo Ruben Bongiorno | 29-07-1978    | Argentinië    |                                   |
| Antonio Bucciero          | 19-04-1982    | Italië        | Acqua & Sapone-Adria Mobil (2005) |
| Daniele Colli             | 19-04-1982    | Italië        | Liquigas                          |
| Tiziano Dall'Antonia      | 26-07-1983    | Italië        |                                   |
| Paride Grillo             | 23-03-1982    | Italië        |                                   |
| Luis Laverde              | 06-07-1979    | Colombia      |                                   |
| Serhij Matvjejev          | 29-01-1975    | Oekraïne      |                                   |
| Luca Mazzanti             | 04-02-1974    | Italië        |                                   |
| Andrea Pagoto             | 11-07-1985    | Italië        |                                   |
| Julio Alberto Pérez       | 30-07-1977    | Mexico        |                                   |
| Domenico Pozzovivo        | 30-11-1982    | Italië        |                                   |
| Matteo Priamo             | 20-03-1982    | Italië        |                                   |
| Maximiliano Richeze       | 07-03-1983    | Argentinië    |                                   |
| Miguel Ángel Rubiano      | 03-10-1984    | Colombia      |                                   |
| Filippo Savini            | 02-05-1985    | Italië        | Neoprof                           |
| Emanuele Sella            | 09-01-1981    | Italië        |                                   |
| Francesco Tomei           | 19-05-1985    | Italië        | Neoprof                           |

## Overwinningen
Ronde van Langkawi
2e etappe: Maximiliano Richeze
GP Lugano
Luca Mazzanti
GP Rennes
Serhij Matvjejev
Ronde van de Sarthe
2e etappe: Paride Grillo
Ronde van Trentino
4e etappe: Maximiliano Richeze
Circuit de Lorraine
2e etappe: Matteo Priamo
Ronde van Italië
6e etappe: Luis Laverde
18e etappe: Maximiliano Richeze
21e etappe: Maximiliano Richeze
Ronde van Luxemburg
1e etappe: Maximiliano Richeze
Brixia Tour
3e etappe: Emanuele Sella
GP Città di Camaiore
Fortunato Baliani
Ronde van Portugal
1e etappe: Paride Grillo
7e etappe: Paride Grillo
GP Nobili Rubinetterie
Luis Laverde
2000 · 2001 · 2002 · 2003 · 2004 · 2005 · 2006 · 2007 · 2008 · 2009 · 2010 · 2011 · 2012 · 2013 · 2014 · 2015 · 2016 · 2017 · 2018 · 2019 · 2020 · 2021 · 2022 · 2023 · 2024 · 2025